# La Romagne (Ardenne)
La Romagne è un comune francese di 130 abitanti situato nel dipartimento delle Ardenne nella regione del Grand Est.

## Società

### Evoluzione demografica
Abitanti censiti